# Żółty samochód
Żółty samochód (ang. The Yellow Car game) – gra terenowa oparta na wyszukiwaniu w otaczającej rzeczywistości żółtych samochodów i uderzaniu w związku z tym innego uczestnika.

## Historia

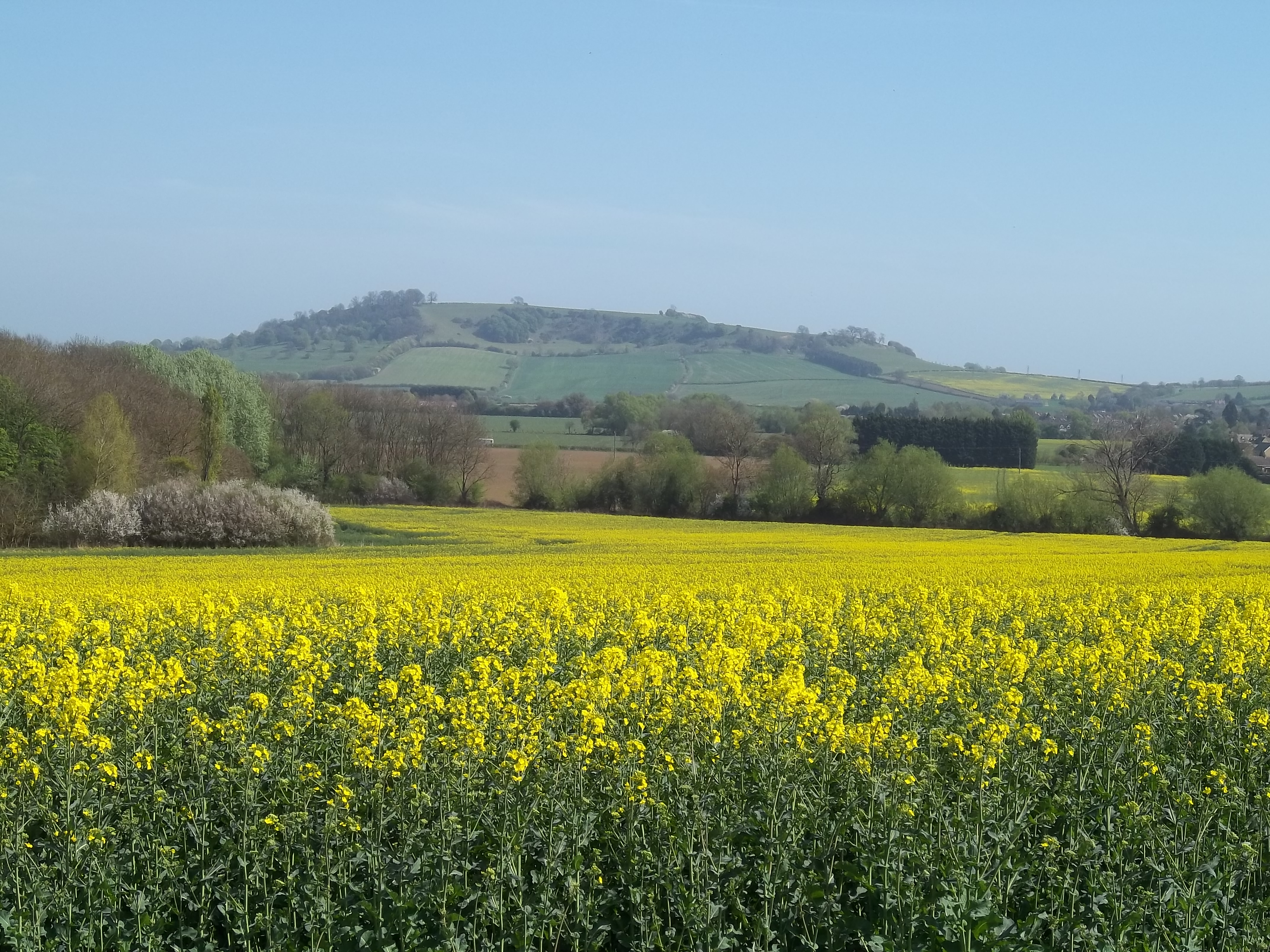
Rzepak w Cotswolds – teren stanowiący kolebkę gry

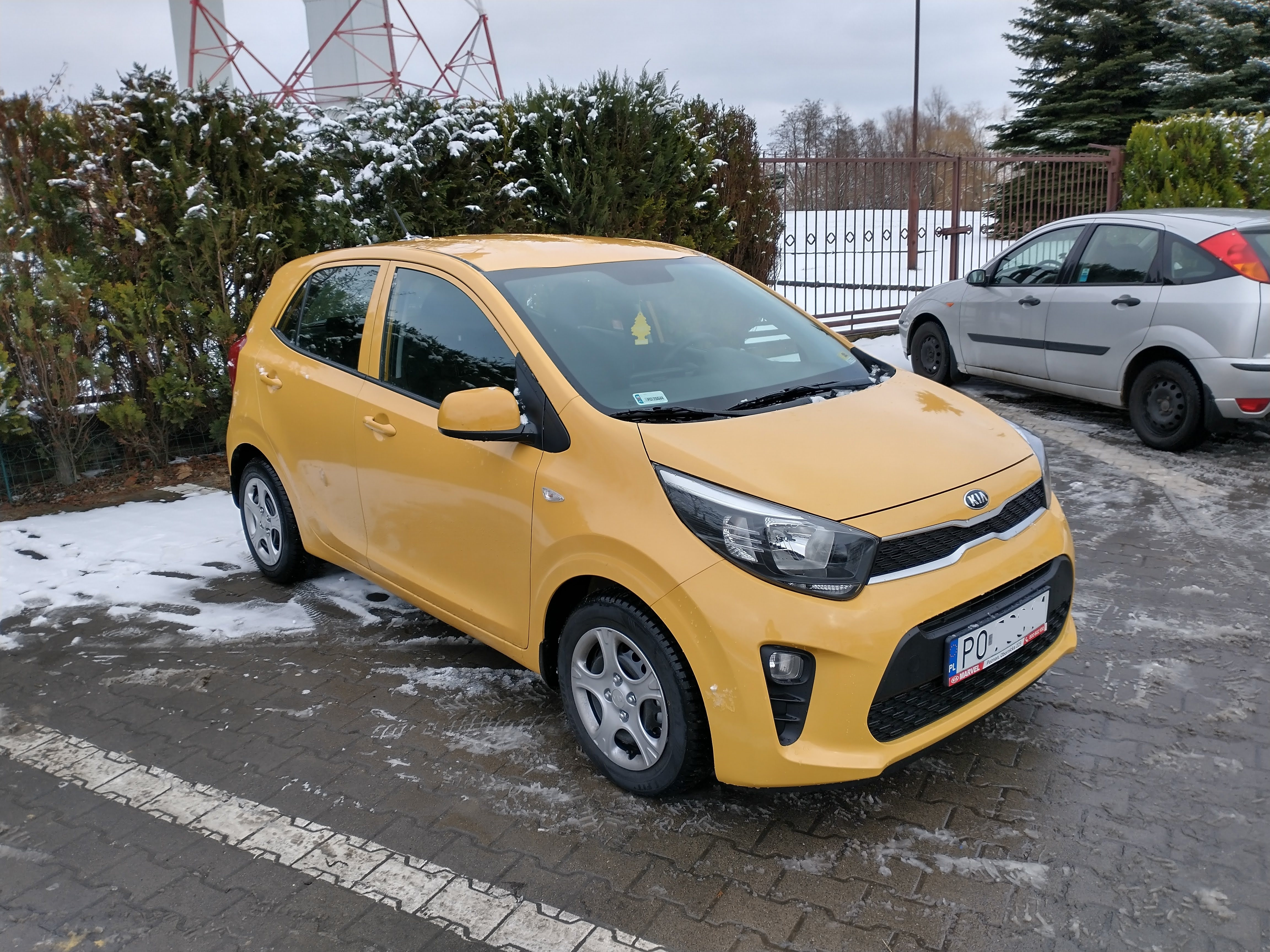
Typowy przedmiot gry – żółta Kia Picanto

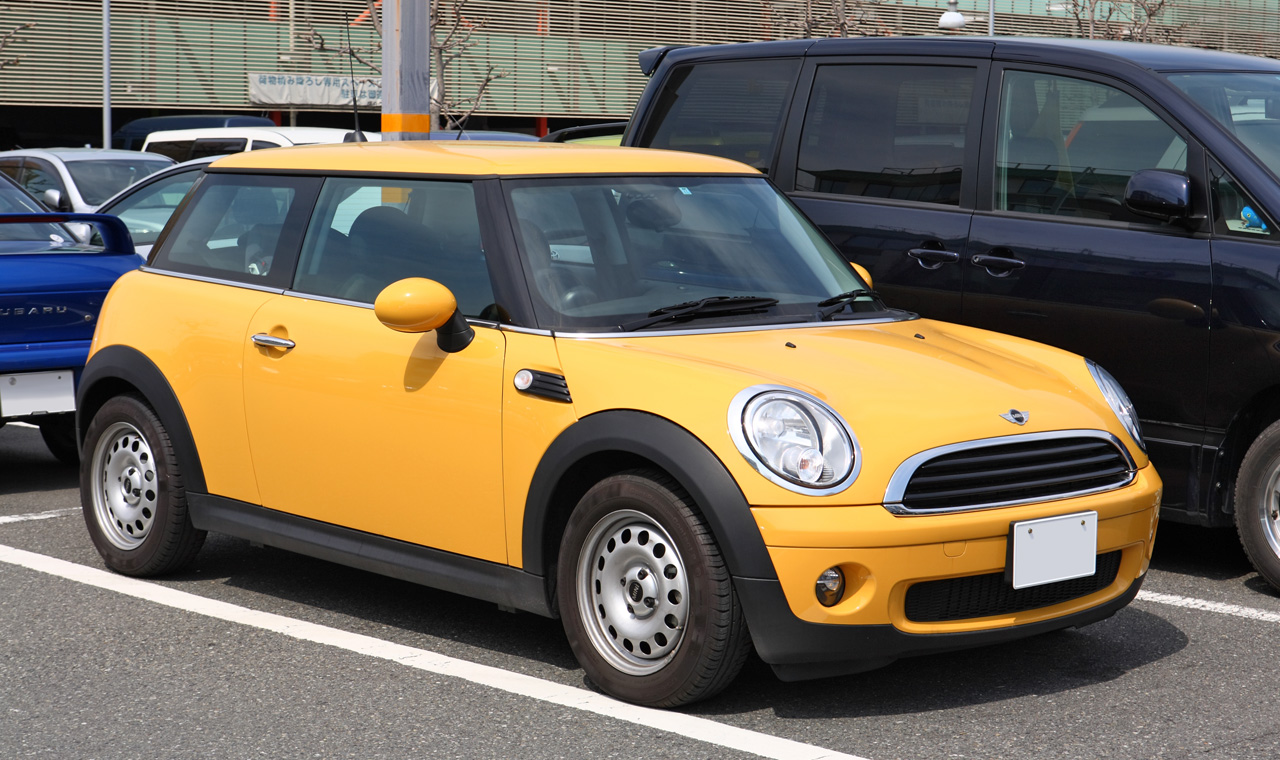
W przeszłości za żółte modele Mini doliczano dodatkowe uderzenia

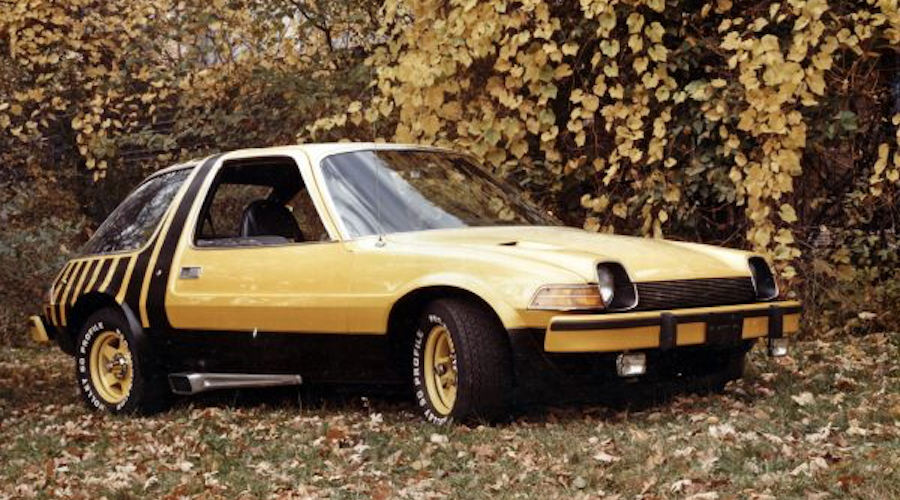
Samochód w grze musi być minimum w połowie żółty

Według prof. J. Bulmanovicha z Uniwersytetu Sussex historia gry sięga początku XVII wieku i środowiska woźniców przewożących nasiona rzepaku z Cotswolds przez Anglię na barki płynące potem do Dublina. Dotarcie do Bristolu zajmowało przewoźnikom od trzech do pięciu dni trudnej drogi. Wiejskie trakty były podówczas wąskie, błotniste i dziurawe, wozy częstokroć się przewracały, a nawet były łupione przez przydrożnych bandytów. Powstający przemysł w Dublinie był uzależniony od nasion rzepaku, a jego wystarczające dostawy były ważne, by przetrwać zimę. Kiedy więc barki przybywały do Dublina napełnione nasionami, dokerzy uderzali się nawzajem z radości po ramieniu, ciesząc się, że wyprawa przez Anglię i Morze Irlandzkie zakończyła się sukcesem. To zachowanie zostało z czasem implementowane do Bristolu, gdzie tamtejsi dokerzy uderzali się nawzajem, gdy przyjeżdżały pełne wozy z angielskich pól Cotswolds.
Z czasem zachowanie zyskało rangę przesądu i ludzie zaczynali uderzać się nawzajem w ramię, gdy widzieli wozy wyjeżdżające do Bristolu, aby życzyć woźnicom bezpiecznej podróży. We wsiach wzdłuż trasy bili się, gdy przejeżdżały puste wozy na powrót, choć tym razem nie po to, by życzyć im bezpiecznej podróży, ale symbolizując wdzięczność, że rolnicy mogli sprzedać swoje plony i że starczy im pieniędzy na zakup żywności dla swoich rodzin w zimowych miesiącach. W XVIII wieku zanotowano już przypadki, że żony uderzały małżonków-woźniców, zanim wyruszyli w podróż do doków. Po powrocie na farmę to z kolei woźnica delikatnie uderzał swoją żonę, po czym oddawał jej profity, przyjmując jednocześnie dzban piwa.
Dzięki dzieciom przesąd stopniowo przechodził w grę. Gdy widziały żółty wóz, zaczynały uderzać się wzajemnie. Z czasem pojęcie „żółtego wozu” rozszerzyło się na powozy i pomalowane na żółto wagony lokalnych kolei konnych.
W XIX wieku gra w Anglii praktycznie zanikła, chociaż w Cotswolds wciąż była jeszcze popularna. Stało się tak z powodu wyeliminowania transportu rzepaku wozami, wprowadzenia masowej produkcji oraz tańszych olejów roślinnych.
Sytuacja uległa zmianie, kiedy w 1829 George Stephenson skonstruował parowóz Rocket wraz z żółtymi wagonami. Konstruktor brał udział w Rocket in the Rainhill Trials, konkursie mającym na celu wybór nowej lokomotywy do obsługi linii między Liverpoolem a Manchesterem (Liverpool and Manchester Railway). Pół godziny przed początkiem zwycięskiego dla Stephensona konkursu, jego żona, Elizabeth przerwała wywiad, którego Stephenson udzielał jednemu z dziennikarzy i uderzyła go w ramię na szczęście, mówiąc „Yellow cart luck”. Znała ten zwyczaj ze swojego dzieciństwa z Costwolds. Reporterzy pisali potem o zdarzeniu opisując cios jako „uderzenie szczęścia”. Gra została w ten sposób szybko spopularyzowana, przy czym w miarę upływu czasu liczyły się wszelkie żółte pojazdy: łodzie, wózki, pociągi, autobusy, samoloty, traktory, a nawet wózki ręczne i zabawki dla dzieci przeznaczone do jakiegokolwiek jeżdżenia. Szeroko opisywany przez media pociąg ekspresowy z lokomotywą Mallard, zbudowany w 1938 był początkowo pomalowany na żółto, co miało mu zapewnić szczęście. Przedsiębiorstwo kolejowe nakazało jednak potem jego przemalowanie, z uwagi na incydent strącenia dziecka z krawędzi peronowej, po uderzeniu „na szczęście«.

## Zasady

### Dopuszczone samochody
Pod koniec lat 60. XX wieku część środków transportu wyeliminowano z gry, celem jej utrudnienia. Obecnie, według oficjalnej strony gry, do uderzenia uczestnika predestynują tylko samochody lub ich modele i przedstawienia (np. na bilbordach). Pojazd winien być przeznaczony przede wszystkim do przewozu pasażerów. Nie obejmuje to więc samochodów do przewozu towarów, ale dopuszczone są samochody, które zostały tymczasowo przystosowane do tego celu, np. którego siedzenia zostały chwilowo złożone. Dopuszcza się tylko samochody w kolorze żółtym, przy czym definicja tego koloru może zależeć od interpretacji poszczególnych graczy, np. nie uznaje się złota, brązu, czy odcieni zieleni. Dopuszcza się metaliczny żółty, ale nie perłowy, chyba że w wyraźnym odcieniu żółtego. W grę wchodzą tylko samochody, które są przynajmniej w połowie żółte.

### Działanie uczestników
W dziejach dokonywano różnorakich zmian w zasadach gry. Jeśli gracz zobaczy żółty samochód, może uderzyć, kogo chce. Siła uderzenia powinna być wystarczająca tylko do tego, aby zamierzona osoba wiedziała, że została dotknięta, chyba że wszyscy zainteresowani w jakiejś grupie zgodzili się na inną zasadę. Gra obowiązuje przez cały czas, 24 godziny na dobę. Okrzyk „Żółty samochód!” (ang. Yellow Car!, a np. w Australii Spotto!) nie jest konieczny, ale pożądany dla uzasadnienia powodu uderzenia, zwłaszcza obcej osoby. Okrzyk może mieć formę ostrzeżenia przed uderzeniem. Cios można zadać, gdy wszyscy uczestnicy mają możliwość zobaczenia auta (odpada sytuacja, gdy jakiś uczestnik wie, iż w pobliżu jest zaparkowany żółty samochód). Gdy samochód został użyty, nie można go ponownie użyć w tej samej grze. Gra jest resetowana po zakończeniu danej podróży lub gdy gracze rozstają się. Również sen dokonuje resetu. Jeżeli uderzenie zostało dokonane błędnie (np. niezgodnie z zasadami), osoba uderzona ma prawo oddać cios.
W przeszłości naliczano dodatkowe uderzenie np. za żółtego Mini, Volkswagena Garbusa i innych. Jedno z przedsiębiorstw informatycznych stworzyło kalkulator wyliczający prawdopodobieństwo napotkania żółtego samochodu.